# Katharina Menz
Katharina Menz (n. 8 octombrie 1990, Backnang, Baden-Württemberg, Germania) este o sportivă ce a reprezentat Germania, medaliată olimpică. A participat la o ediție a Jocurilor Olimpice (2020) în care a câștigat o medalie de bronz.